# Покровск (Мордовия)
Покро́вск — село, центр сельской администрации в Ковылкинском районе. Население 496 чел. (2001), в основном русские.
Расположено на речке Сезельде, в 23 км от районного центра и 6 км от железнодорожной станции Самаевка. Название связано с религиозным праздником Покрова Пресвятой Богородицы. В «Списке населённых мест Пензенской губернии» (1869) Покровск — село казённое из 380 дворов (2 457 чел.) Наровчатского уезда; имелись 2 церкви, училище, волостное правление. По подворной переписи 1913 г., в Покровске было 699 дворов (4 433 чел.); 2 церкви, земская школа, 5 ветряных мельниц, 4 маслобойни, 5 кузниц, 4 валяльных завода, 2 пивных и винное заведения.
С 16 марта 1925 года — в составе Спасского (с 7.9.1925 — Беднодемьянского) уезда.
В 1928 г. был организован колхоз «50 лет Сталину», с 1958 г. — совхоз «Покровский», с 1985 г. — отделение совхоза «Самаевский», с 2001 г. — в составе ООО «Элеком». В современном селе — библиотека, Дом культуры, детсад, фельдшерско-акушерский пункт, отделение связи, сберкасса.
В Покровскую сельскую администрацию входит с. Высокое (6 чел.).

## Известные жители
Уроженцы Покровска — Герои Советского Союза В. А. Андронов, Г. М. Головин, хозяйственный руководитель С. П. Субботин, советско-партийный работник В. М. Чекмарёв.

## Источник
- Энциклопедия Мордовия, Е. О. Полякова.